# ويليام شارف (رسام)
ويليام شارف (بالدنماركية: William Scharff)‏ هو رسام دنماركي، ولد في 30 أكتوبر 1886 في كوبنهاغن في الدنمارك، وتوفي بنفس المكان في 20 ديسمبر 1959.